# 미사일 목록
다음은 미사일 목록이다.

## 용도별
- 일반 유도탄
  - 공대공유도탄
  - 공대지유도탄
  - 탄도 요격 미사일 (대탄도 미사일)
  - 위성 요격 미사일 (대위성 미사일)
  - 대함 미사일
  - 지상공격유도탄
    - 지대지유도탄

  - 대전차유도탄
  - 지대공 미사일
  - 유선유도유도탄
- 순항유도탄
- 탄도유도탄
  - 전술 탄도 미사일
  - 단거리탄도유도탄
  - 중거리탄도유도탄
  - 대륙간탄도유도탄
  - 잠수함발사탄도유도탄

## 이름순
- 미사일 목록 (이름순) : 이름순 목록

## 같이 보기
- 우주발사체 목록
- 대륙간 탄도 미사일
- 소모성 우주발사체
- NATO 보고명